# 鹿傳霖
鹿傳霖（1836年—1910年），字潤萬，又字滋轩，號迂叟，直隸保定定兴（今屬河北）人，清末政治人物，進士出身。

## 生平
鹿传霖是鹿丕宗第五子。鹿丕宗守卫都匀时，苗民聚集城下，鹿传霖正率领精锐士卒迎接军饷，听闻都匀警报，迅速返回协助守城，双方相持十余月，援兵断绝而都匀陷落。鹿传霖向云贵总督报告其父死事，其后清军收复都匀，鹿传霖奉父母遗骸归葬，当时鹿传霖年仅二十岁，因此知名。鹿传霖之后以举人身份跟随钦差大臣胜保征讨捻军，授任同知。同治元年（1862年）登壬戌科进士，选庶吉士，散馆改广西兴安縣知县。因督剿柳州、雒容土匪之功，获赐孔雀翎，升任桂林府知府。
光绪四年（1878年）调廉州。当时李扬才反叛入越南，鹿传霖紧急追捕，将其党羽解散。旋即升任惠潮嘉道，提升为福建按察使，再调赴四川，迁任布政使。光绪九年（1883年）授任河南巡抚，他清釐州县纳粮积弊，年收入增加三十馀万。光绪十一年（1885年）调任陕西巡抚，因病回乡。光绪十五年（1889年）再次出任陕西巡抚。正值黄河河道向西侵蚀，将与洛水相通。鹿传霖增筑石坝三十馀座，得以无患。中日甲午战争期间，鹿传霖遣兵入卫，清廷命他兼摄西安将军。光绪二十一年（1895年）升任四川总督。蜀地过去多盗贼，鹿传霖特别设立一军整肃治安。夔州、万州饥荒，鹿传霖征发长江上游地区积粮，又采购湖北粮米平价出售。
当时英国、沙俄都窥视西藏，噶厦依仗沙俄援助，阻挠英国划定边界。英国唆使廓尔喀与西藏交战，是為廓藏戰爭而瞻对地区土民苦于藏官苛政，期望内附。鹿传霖认为瞻对为四川门户，瞻对不化服，就无法威慑西藏噶厦；噶厦不听命，则边界不能划定。适逢朱窝、章谷二土司相互争袭，鹿传霖传檄命知府罗以礼、知县穆秉文往谕，以提督周万顺统防边各军进驻打箭炉。瞻对土司首领仔仲则忠札霸率军入侵章谷，抵抗清军。鹿传霖乘机进发，相继攻克诸要害。各土司全部降服，率兵听从调遣。清军渡过雅砻江抵达瞻对，杀敌超过相抵之数，终于完全收服瞻对。于是鹿传霖请求归流改汉，陈述善后之策，奏疏呈上十余次。适逢成都将军恭寿、驻藏大臣文海交替上疏称其不便，达赖十三世也上奏解释，朝廷态度于是改变，鹿传霖最终被解职。
光绪二十四年（1898年）任广东巡抚，旋即调往江苏，摄理两江总督。光绪二十六年（1900年）八国联军侵华，鹿传霖征集三营士兵入卫，在大同追及两宫銮驾。到达太原后，任两广总督。随后入直军机处，跟从慈禧太后、光绪帝前往西安。升任左都御史，迁礼部尚书，兼署工部。第二年，两宫回銮，鹿传霖兼任督办政务大臣。凡是上疏请求增加赋税扩充财富、损害民众增益皇室的，鹿传霖一律摈弃；而力求裁汰冗余费用，停止不急工程的，都奏报可以。慈禧太后下诏后宫内部供需皆由内务府负责，户部专掌国家财政收入，这是鹿传霖率先提议的。光绪三十年（1904年）转任吏部尚书。光绪三十二年（1906年）清朝改革官制，鹿传霖罢值军机，专管部事。随即仍任军机大臣，解除吏部事务，以尚书协办大学士。
宣统帝即位后，鹿传霖与摄政王载沣一同接受遗诏，加太子少保，晋太子太保。历拜体仁阁、东阁大学士，兼任经筵讲官。宣统二年（1910年）春，病情发作，他四次上奏请求解职，清廷都“温谕慰留”。七月，鹿传霖逝世，时年七十五岁，入祀贤良祠，追赠太保，谥文端。

## 家族
鹿傳霖出身定興望族鹿氏。父鹿丕宗，字杰人，號簡堂，官至都匀府知府，死于苗民起义。
妻弟张之洞。同宗鹿钟麟。

## 延伸阅读
[在维基数据编辑]
 《清史稿·卷438》，出自趙爾巽《清史稿》
 在维基共享资源阅览影像